# Sud-Ouest de l'océan Indien

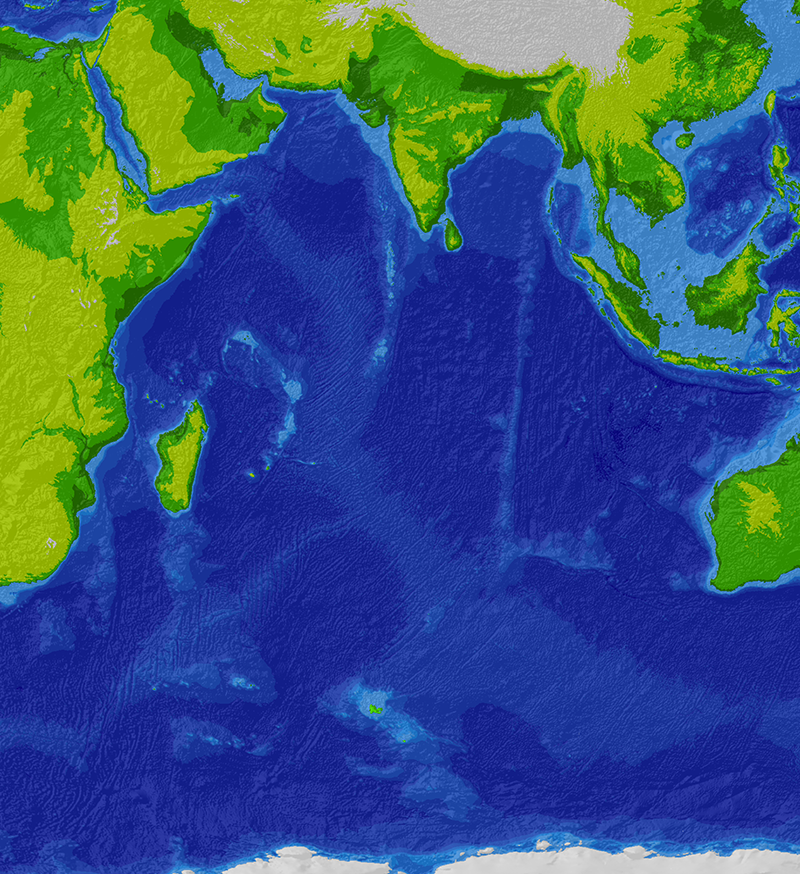
Vue globale de l'océan indien

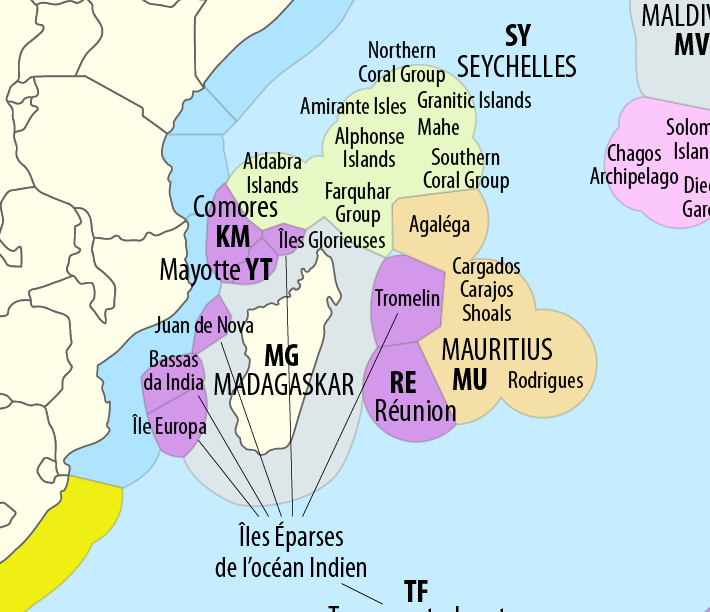
Carte des Zones économiques Exclusives du Sud-Ouest de l'Océan Indien (Indianocéanie)

Le Sud-Ouest de l'océan Indien ou Indianocéanie est une région géopolitique à la définition lâche regroupant traditionnellement les îles de l'océan Indien situées au large l'Afrique de l'Est et australe, c'est-à-dire celles qui relèvent de l'archipel des Comores, de celui des Mascareignes, de celui des Seychelles ainsi que Madagascar et de toutes les autres dépendances situées autour de cette grande île telles qu'Agaléga, par exemple. 
Cinq États distincts exercent leur souveraineté sur cette zone parfois appelée région Océan Indien : la République de Madagascar, la république de Maurice, la république des Seychelles, l'union des Comores et la France, qui possède La Réunion, Mayotte et les Îles Éparses. Les différentes entités géographiques qui en relèvent se situent toutes dans un même bassin cyclonique et se rencontrent souvent dans le cadre d'institutions internationales ou d'événements régionaux spécifiques, en particulier la Commission de l'océan Indien et les Jeux des îles de l'océan Indien. Leur promotion touristique commune les présente sous le nom des Îles Vanille,,.

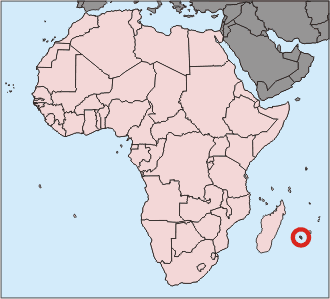
La Réunion, dans l'Ouest de l'océan indien